# Scapanus latimanus
Scapanus latimanus là một loài động vật có vú trong họ Talpidae, bộ Soricomorpha. Loài này được Bachman mô tả năm 1842.

## Hình ảnh

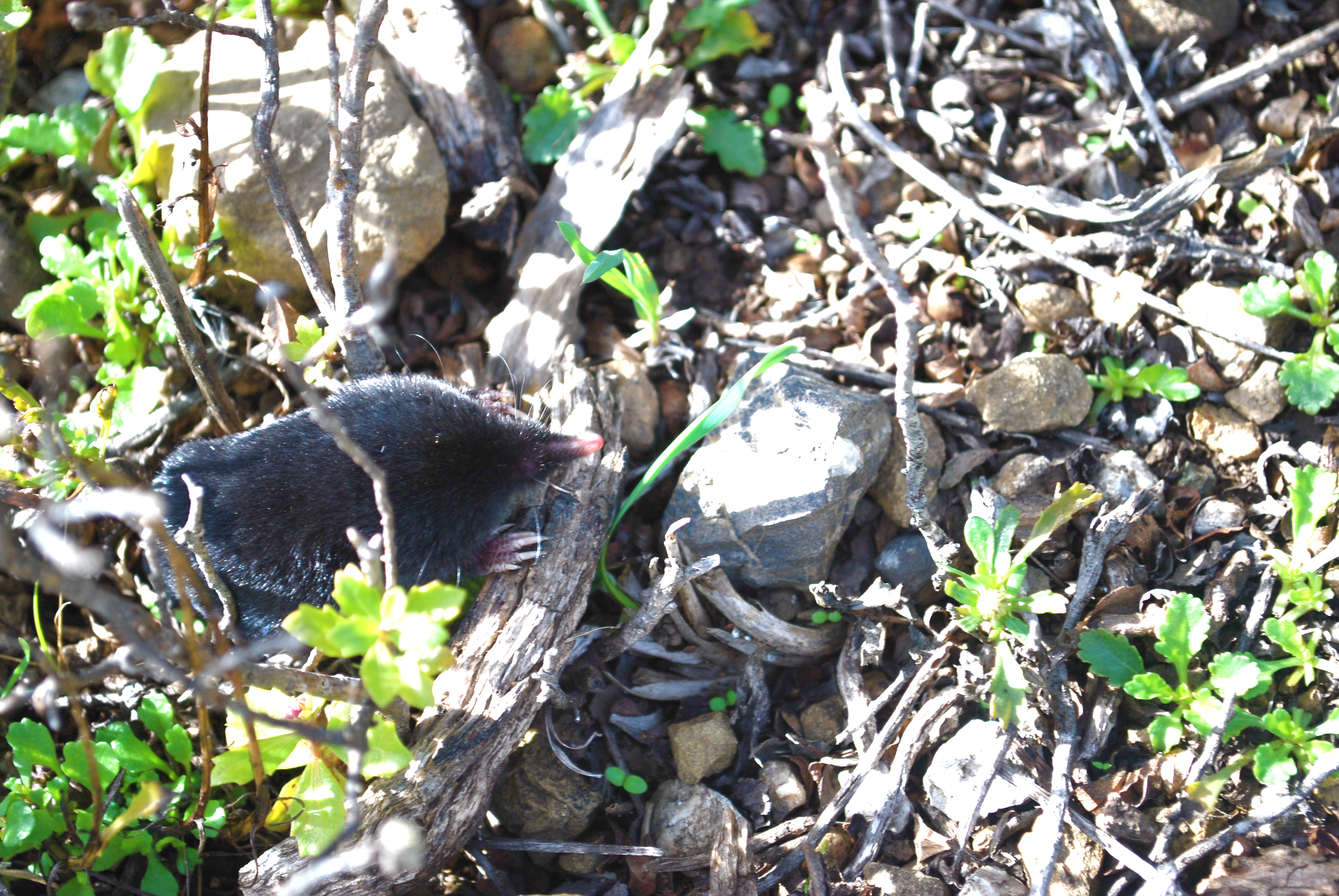
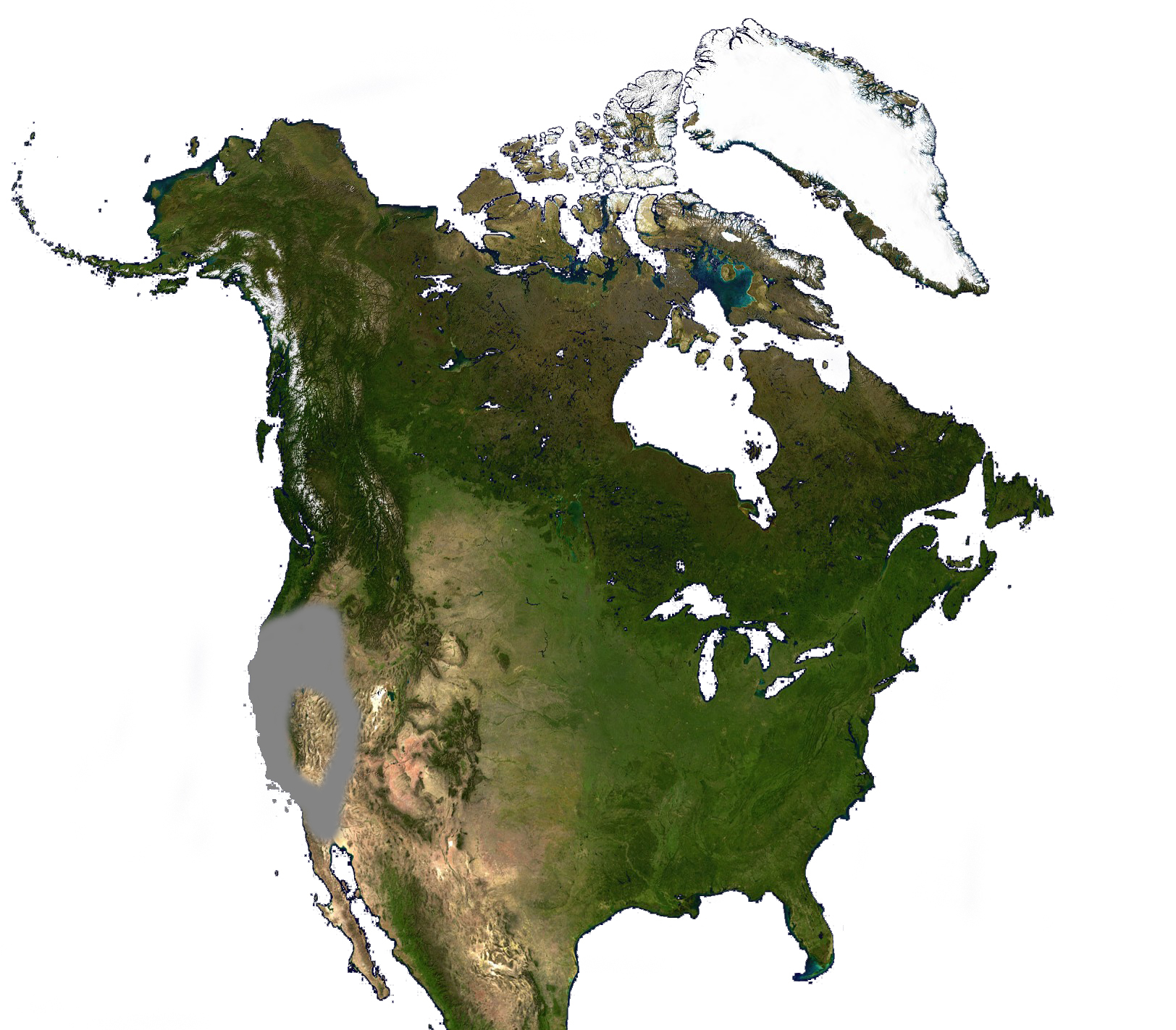